# El violinista del diablo
El violinista del diablo es una película alemana-italiana del 2013 basada en la historia de la vida del violinista italiano y compositor Niccolò Paganini, dirigida y escrita por Bernard Rose.

## Reparto
- David Garrett - Niccolò Paganini
- Jared Harris - Urbani
- Joely Richardson - Ethel Langham
- Christian McKay - John Watson
- Veronica Ferres - Elizabeth Wells
- Helmut Berger - Lord Burghersh
- Olivia d'Abo - Primrose Blackstone
- Andrea Deck - Charlotte Watson

## Argumento
Narra la vida del violinista y compositor italiano Niccolò Paganini, quien alcanzó la fama como virtuoso del siglo XIX.
Comienza en su juventud como violinista infantil, empujado por un padre exigente a través de sus inicios en Italia y luego sus actuaciones y reconocimientos en Londres bajo el
manejo del misterioso Urbani, sinónimo de amoríos y escándalos.
El empresario y director de orquesta John Watson convence a Paganini de debutar en Londres a como dé lugar. Sin embargo el famoso violinista y compositor corteja a la hija de su anfitrión, la bellísima Charlotte Watson, lo que provoca la furia del hombre que logró llevarlo a Inglaterra.

## Producción
La filmación comenzó el 22 de octubre de 2012 en Alemania, Austria e Italia.

## Música
El violinista David Garrett realiza muchas de las piezas de Paganini durante el transcurso de la película, incluyendo el Caprice No. 24 en La menor y el Carnaval de Venecia.

## Estreno
La película se estrenó el 31 de octubre de 2013 en Alemania, el 5 de diciembre de 2013, Ucrania, el 27 de febrero en Italia y tuvo su estreno en el Festival Internacional de Cine de Miami en Estados Unidos el 10 de marzo de 2014.